# Stylopidae
Stylopidae is een parasitair levende familie van insecten behorende tot de orde waaiervleugeligen (Strepsiptera).

## Kenmerken
De mannetjes hebben een klein en donker lichaam met kleine voorvleugels en grote, waaiervormige achtervleugels. Vrouwtjes daarentegen hebben poten noch vleugels en zullen het lichaam van de gastheer nooit verlaten. De lichaamslengte varieert van 0,5 tot 4 mm.

## Voortplanting
Na de paring worden tot 70.000 eieren in het lichaam van het vrouwtje ontwikkeld, waaruit actieve larven komen, die het lichaam via een speciale uitgang verlaten. Deze nestelen zich op een bloem en wachten op een gastheer. Meestal worden ze met de honing naar binnen gezogen, maar het komt ook voor dat ze op de gastheer klimmen. Dat zijn meestal grotere insecten als bijen, wespen of wantsen. Ondertussen zijn wel de voortplantingsorganen van de gastheer aangetast.

## Verspreiding en leefgebied
Deze familie komt wereldwijd voor.

## Taxonomie van de Europese soorten
Paraxeninae en Xeninae worden soms als een volwaardige familie beschouwd Xenidae.
- Gevleugelde insecten
  - Neoptera
    - Eumetabole insecten
      - Holometabole insecten
        - Neuropteriformia
          - Orde Waaiervleugeligen (Strepsiptera)
            - Groep Stylopidia Kinzelbach, 1969
              - Familie Stylopidae
                - Subfamilie Stylopinae
                  - Het geslacht Crawfordia Pierce, 1908
                    - Crawfordia labiata Ogloblin, 1924

                  - Het geslacht Eurystylops Bohart, 1943
                    - Eurystylops oenipontana Hofeneder, 1949

                  - Het geslacht Halictoxenos Pierce, 1908
                    - Halictoxenos arnoldi Perkins, 1918
                    - Halictoxenos spencei (Nassonow, 1893)
                    - Halictoxenos tumulorum Perkins, 1918

                  - Het geslacht Hylecthrus Saunders, 1850
                    - Hylecthrus rubi Saunders, 1850

                  - Het geslacht Kinzelbachus Özdikmen, 2009
                    - Kinzelbachus friesei (Hofeneder, 1949)

                  - Het geslacht Melittostylops Kinzelbach, 1971
                  - Het geslacht Stylops Kirby, 1802
                    - Stylops analis Perkins, 1918
                    - Stylops andrenaphilus Luna de Carvalho, 1974
                    - Stylops ater Reichert, 1914
                    - Stylops aterrimus Newport, 1851
                    - Stylops borcherti Luna de Carvalho, 1974
                    - Stylops dalii Curtis, 1828
                    - Stylops deserticola Medvedev, 1970
                    - Stylops dinizi Luna de Carvalho, 1974
                    - Stylops friesei Kirby, 1802
                    - Stylops gwynanae Günther, 1957
                    - Stylops hammella Perkins, 1918
                    - Stylops ibericus Luna de Carvalho, 1969
                    - Stylops kinzelbachi Luna de Carvalho, 1974
                    - Stylops liliputanus Luna de Carvalho, 1974
                    - Stylops lusohispanicus Luna de Carvalho, 1974
                    - Stylops madrilensis Luna de Carvalho, 1974
                    - Stylops maxillaris Pasteels, 1949
                    - Stylops melittae Kirby, 1802
                    - Stylops moniliaphagus Luna de Carvalho, 1974
                    - Stylops nevinsoni Perkins, 1918
                    - Stylops obenbergeri Ogloblin, 1923
                    - Stylops obsoletus Luna de Carvalho, 1974
                    - Stylops paracuellus Luna de Carvalho, 1974
                    - Stylops pasteelsi Luna de Carvalho, 1974
                    - Stylops praecocis Luna de Carvalho, 1974
                    - Stylops risleri Kinzelbach, 1967
                    - Stylops ruthenicus Schkaff, 1925
                    - Stylops salamancanus Luna de Carvalho, 1974
                    - Stylops spreta Perkins, 1918
                    - Stylops thwaitesi Perkins, 1918
                    - Stylops ventricosae Pierce, 1909
                    - Stylops warnckei Luna de Carvalho, 1974

                - Subfamilie Paraxeninae
                  - Het geslacht Paraxenos Saunders, 1872
                    - Paraxenos erberi Saunders, 1872
                    - Paraxenos hofenederi (Pasteels, 1956)
                    - Paraxenos hungaricus (Szekessy, 1955)
                    - Paraxenos sphecidarum (Dufour, 1837)

                - Subfamilie Xeninae
                  - Het geslacht Pseudoxenos Saunders, 1872
                    - Pseudoxenos heydeni (Saunders, 1852)

                  - Het geslacht Xenos Rossi, 1793
                    - Xenos minor Kinzelbach, 1971
                    - Xenos vesparum Rossi, 1793

## In Nederland waargenomen soorten
- Geslacht: Halictoxenos
  - Halictoxenos tumulorum - (Groefbij-waaiertje)
- Geslacht: Pseudoxenos
  - Pseudoxenos heydeni - (Leemwespwaaiertje)
- Geslacht: Stylops
  - Stylops melittae - (Zandbijwaaiertje)
- Geslacht: Xenos
  - Xenos vesparum - (Veldwespwaaiertje)